# Armoiries de l'Ouganda
Les armoiries de l'Ouganda possèdent au centre un blason de guerre et deux lances sur un monticule vert.
Le blason et les lances symbolisent la disposition du peuple ougandais à défendre leur pays. Dans la partie supérieure, on voit trois ondes d'eau qui représentent le Lac Victoria. Au centre du blason, on peut voir le soleil qui symbolise les nombreux jours ensoleillés dont profite l'Ouganda. Un tambour traditionnel, utilisé dans les bals et pour appeler le peuple aux réunions et aux cérémonies, figure dans la partie inférieure.
Le blason est flanqué, à droite par une Grue royale qui est l'oiseau officiel du pays. À gauche il y a un Cob de Thomas (antilope) qui ici symbolise la faune abondante.
Le monticule vert symbolise la terre fertile, et est situé sur une représentation du Nil. Deux des plantes principales du pays (le coton et le café) flanquent le fleuve. Dans la partie inférieure, on peut lire la devise nationale : « For God and My Country » (« Pour Dieu et mon Pays »).